# NGC 7784
NGC 7784 is een compact sterrenstelsel in het sterrenbeeld Pegasus. Het hemelobject werd op 1 oktober 1883 ontdekt door de Franse astronoom Édouard Jean-Marie Stephan.

## Synoniemen
- MCG 4-1-1
- ZWG 477.29
- ZWG 478.1
- NPM1G +21.0608
- PGC 72862